# Iglesia de Nuestra Señora de la Asunción (Segura de León)
La iglesia parroquial de Nuestra Señora de la Asunción situada en Segura de León (provincia de Badajoz, España), se construyó, según el investigador local Oyola Fabían, en el siglo XIII, inmediatamente después de conquistado el lugar a los árabes, por mandato del Concejo de la villa, que la financió con fondos propios, concluyéndose en 1299 según reseña una inscripción situada sobre la portada del lado del Evangelio, cuando era Comendador de Segura de León, Martín Garzón. Como su tracista se cita al cantero Pere Estevan. 
La obra primitiva consignada se realizó según la misma fuente sobre una capilla o ermita precedente mucho más antigua, reduciéndose el templo en ese momento a poco más que la cabecera. 
Sobre el mismo se adosó después el cuerpo de las naves, originariamente de estructura basilical, compuesto por una central de mayor elevación y anchura, y dos laterales más angostas con cubierta de madera a dos aguas, posiblemente resuelta en alfarje, cuyas obras concluyeron hacia 1535. El recio arco toral apuntado de granito señala con claridad el tránsito entre las dos actuaciones. La cubierta primitiva de madera se sustituyó por las de bóveda de cañón actuales entre 1699 y 1702. La siguiente actuación importante, datable algo después, consistió en la remodelación o disposición de nueva planta de la repisa adosada al coro alto situado a los pies, para alojar el nuevo órgano, y quizá, incluso, el propio coro. 
En cuanto a configuración y estructura constructiva, en su aspecto actual el templo se concreta como edificio de gran cuerpo fabricado en mampostería vista de piedra, ladrillo y sillería de granito, con sólidos contrafuertes unidos entre sí por arcos superiores en los costados laterales, posiblemente dispuestos como refuerzo ante los desperfectos sufridos por la iglesia durante el terremoto de Lisboa de 1755, al que se adosan numerosos añadidos de diferentes épocas. Su presencia exterior es de gran variedad compositiva y acusado atractivo merced a la multiplicidad de elementos compositivos y ornamentales que la formalizan, confiriéndole una rica visualidad. 
Salvo por parte de la cabecera en el costado de la Epístola, en que varias estancias, patios y edículos de servicio de obra moderna se adosan de modo desordenado y confuso a la sacristía, el edificio se mantiene exento, aunque rodeado de cerca por construcciones muy próximas que constriñen su circuito impidiendo la contemplación desde perspectivas amplias. 
Las vistas más atractivas corresponden a la cabecera -plana-y zona del ábside, y al lado del Evangelio, ante el que se abren diferentes espacios a modo rincones y recoletas placillas. En una de ellas se alza, frente a la puerta de la Cruz, un interesante crucero de granito sobre triple grada circular, al que falta el remate, hoy resuelto mediante una cruz de hierro de factura moderna, que muy bien pudo ser el rollo o picota que señalaba la jurisdicción de la villa, antes situado en otro emplazamiento, pues el modelo corresponde exactamente a tal tipo de hitos. 
Al asentarse sobre terreno de irregular orografía, con acusada pendiente en descenso hacia los pies, las fachadas del edificio se encuentran a diferentes niveles, bastante más elevada sobre el entorno la frontal, ante la que se desarrolla un pequeño atrio que conecta con los espacios circundantes mediante una escalinata de once gradas peldañeadas, enfilada hacia la calle Guadalupe que se le abre por delante. 
La cabecera de testero plano que envuelve la capilla mayor aparece reforzada por sólidos contrafuertes y coronada de almenas, lo que junto con la pequeña torre rematada en chapitel que sobresale de uno de sus extremos, y la espadaña del otro, confiere a esta parte acusado aspecto de fortaleza. Una serie de pequeños arcos decorativos de ladrillo, cuya disposición recuerda los de tradición lombarda característicos de las primeras realizaciones románicas, remata la parte superior del muro posterior. Varias trompas de función estructural y otros elementos de variadas formas arquitectónicas originan una movida variedad plástica que confiere a la zona gran atractivo compositivo. 
La fachada frontal se resuelve como sencillo hastial con vertiente a dos aguas, desnuda de cualquier elemento compositivo, cubierta por un enfoscado moderno, aplicado a principios del siglo XX, que oculta todo elemento original que pudiera haber existido sobre el muro. Remodelación que no ha afectado sin embargo a la portada principal o del Perdón que, como las otras dos del templo, conserva intacta su estructura original. 
De traza puramente gótica según el modelo dominante en la primera mitad del XVI, dicha portada se sitúa entre dos esbeltos estribos graníticos de función aparentemente más ornamental que estructural, adosada a un placado de sillares. Se resuelve mediante vano apuntado con triple serie de archivoltas de granito, presentando como único elemento decorativo los someros capiteles que la cortan a media altura. El conjunto queda enfatizado por un airoso conopio de acusado y audaz diseño, que se prolonga hacia la imposta sobre la que se abre el pequeño óculo que ilumina el coro alto. Dos finas columnillas laterales se elevan por los dos extremos acentuando la verticalidad de la composición. 
De igual modelo, aunque de resolución más sobria, es la portada de la Cruz, que también sobre escalinata peldañeada, en este caso de solo triple grada, se abre en el costado del Evangelio, también sobre aplacado granítico con enmarque completo de alfiz. Sobre la misma se sitúa la lápida ya citada con la inscripción alusiva a la construcción de la iglesia. 
La portada del Sol, alineada con la anterior en el costado opuesto del edificio correspondiente al lado de la Epístola, esta a nivel de calle, es decir, sin gradas, repitiendo casi exactamente su mismo diseño, asimismo enmarcada en alfiz. Quizá sea la más tardía de las tres a juzgar por la mayor finura de su traza, siendo de destacar en ella el sobrearco que a modo de trasdós la remata exteriormente por encima de la última moldura. 
En diferentes momentos entre los siglos XVI y XVIII se dispusieron como edículos exteriores adosados al cuerpo principal de la construcción, de resolución típicamente barroca, las cuatro grandes capillas de la iglesia. 
Por el costado de la Epístola, junto a la cabecera, aneja a la sacristía, y como más temprana -mediados del XVI- la del Sagrario, también llamada de Hernán Mejías por su fundador. Y en la zona de los pies, dejando entre ambas la puerta del Norte, o del Sol, comunicada directamente con el coro bajo, la del Bautismo y la estancia aneja en que se aloja la escalera de acceso al coro alto y repisa del órgano. 
Sobre el costado del Evangelio, frente a la del Sagrario o de Hernán Mejías, se sitúa la del Rosario, realizada en la segunda mitad del XVIII por la cofradía que le da nombre, integrada por cierto por «morenos», esto es, por negros esclavos o libres residentes en Segura; realización que por sus proporciones y riqueza decorativa pasó a convertirse desde entonces en la más suntuosa del templo. A la misma se adosa una pieza de servicio con cubierta de bóveda de lunetos, destinada a los ornamentos y pertenencias de la cofradía. Y en la zona de los pies, frente al acceso al coro alto, dejando igualmente entre ambas la puerta del Sur, o de La Cruz, sobre la que se sitúa la lápida que data el templo en 1299, la de San Antonio, erigida casi al mismo tiempo que la anterior, la más reducida y modesta de las cuatro. Exteriormente las dos denotan su carácter netamente barroco en las linternillas que rematan sus cúpulas y demás componentes constructivos y decorativos que las concretan. 

## Interior
Interiormente el templo es de generosas proporciones y amplia diafanidad, con planta de cajón, esto es, sin crucero, dividida en cuatro naves comunicadas entre sí mediante amplios arcos de medio punto; la central de doble anchura y sensible mayor elevación que las laterales, y cubierta de bóveda de cañón corrida, apoyando sobre seis pares de recios pilares graníticos de severa traza y escasa carga ornamental. A cinco de las cuales, las situadas más próximas a las puertas laterales, se adosan sendas pilas de agua bendita, de sencilla resolución, ejecutadas igualmente en granito. Otras dos de factura más moderna, y exentas, se disponen junto a los pilares del coro. 
Adosado al primer pilar de la nave principal por el lado de la Epístola, frente a la capilla del Sagrario, se sitúa un angosto púlpito con pedestal de piedra, sencilla baranda de hierro, y tornavoz con parco tratamiento decorativo, conservado con buen criterio en atención a su valor formal y representativo, pese a no tratarse ya de elemento en uso. 
A los pies del templo, como quinto tramo del edificio, se dispone el coro, comunicado con las tres naves correspondientes mediante arcos carpaneles de escasa curvatura, cuyos tramos inferiores se cubren con bóvedas de crucería. De estructura originaria más sencilla, y dotado en principio de un antepecho de granito del que se conserva un tramo, su estructura y disposición resultó modificada a mediados del siglo XVIII para hacerlo capaz de alojar la gran máquina del nuevo órgano que se instaló en él. Actuación que comportó la disposición de la tribuna del lado de la Epístola en que aún se encuentra el instrumento; ámbito cubierto en su parte baja con bóveda de arista, y comunicado con al último tramo de la nave del costado de la Epístola mediante otro arco carpanel. 
Ocupa el coro alto una sillería de notable factura procedente del convento franciscano de San Benito, más conocido popularmente como del Cristo de la Reja, compuesta por 38 escaños, hoy en desuso. 
Al cuerpo del edificio se abren, como actuaciones añadidas en diferentes épocas, que exigieron la delicada operación de horadar los muros perimetrales de sustentación, las capillas ya señaladas, dos por cada lado: del Sagrario o Hernán Mejías, y del Bautismo, por el de la Epístola; y del Rosario y San Antonio, por el del Evangelio. Renacentista la primera y barrocas las demás. 
Otras capillas del templo parroquial son las de la Anunciación, al lado del Evangelio, e Inmaculada en el de la Epístola, las dos con interesantes retablos barrocos. La capilla del Sagrario, también llamada de Hernán Mejías por su fundador y patrón, es obra de estilo renacentista, con retablo de estilo neogótico. La capilla del Rosario, la más suntuosa en la actualidad de toda la iglesia, fundada a mediados del siglo XVIII; cubierta por una cúpula con hermosa decoración de yeserías y pinturas ornamentales, y en la que destaca la reja y sobre todo el soberbio retablo principal. El resto de las capillas del templo son la de las Ánimas, también es de hermosa configuración barroca, la capilla de San Antonio, la capilla de San Diego, la capilla del Bautismo, la capilla del Carmen y la capilla de Nuestra Señora de los Dolores. 
Por último, cabe destacar como pieza de notable interés el órgano, situado sobre la tribuna adosada al coro alto por el lado de la Epístola a mediados del siglo XVIII. 